# Ranunculus elegans
Ranunculus elegans là một loài thực vật có hoa trong họ Mao lương. Loài này được C. Koch miêu tả khoa học đầu tiên năm 1841.